# Liriomyza strigosa
Liriomyza strigosa är en tvåvingeart som beskrevs av Spencer 1963. Liriomyza strigosa ingår i släktet Liriomyza och familjen minerarflugor. Inga underarter finns listade i Catalogue of Life.